# Dům U Zlaté lilie
Dům U Zlaté lilie je dům čp. 458 na Malém náměstí na Starém Městě v Praze. Stojí mezi Richtrovým domem a domem U Zlatého orla. Je od roku 1964 chráněn jako kulturní památka České republiky.
Jde o gotický dům z konce 14. století, první písemná zmínka pochází z roku 1402, pojednává o něm již jako o domu „U Lilie“. Byla v něm v té době lékárna, která zde vydržela až do roku 1575. V renesanci bylo přistavěno 3. a 4. patro, raně barokně dům upravil Kryštof Dientzenhofer před rokem 1698. V roce 1801 dům klasicistně přestavěl Zachariáš Fiegert. Na konci 18. století zde sídlilo knihkupectví.